# Золотой жук (премия)
«Золото́й жук» (швед. Guldbagge) — национальная кинонаграда Швеции. Вручается с 1964 года Шведским институтом кинематографии за выдающиеся работы в шведском кино за прошедший год. Награждение проводится каждый год в январе.

## Этимология
Слово Guldbagge переводится со шведского, как Бронзовка золотистая (лат. Cetonia aurata, англ. Rose chafer). Своё название премия также могла получить от игры слов: шведского skalbagge (жук), с заменой корня skal (раковина) на корень guld (золото), что в итоге и могло дать премии название «Золотой Жук».

## Приз
Приз представляет собой статуэтку в форме жука, выполненную из меди, позолоченную и покрытую эмалью. Статуэтка изготовлена по эскизу шведского художника Карла Акселя Персона. Имя победившего в номинации наносится на табличку и приклеивается на основание приза.

## Номинации
- Лучший фильм
- Лучшая режиссура
- Лучший сценарий
- Лучшая операторская работа
- Лучшая актриса
- Лучший актёр
- Лучшая актриса второго плана
- Лучший актёр второго плана
- Лучший фильм на иностранном языке
- Лучший короткометражный фильм
- Лучший документальный фильм
- Лучшие спецэффекты
- Почетная награда «За вклад в киноискусство»